# Wallace Tadeu de Melo e Silva
Wallace Tadeu de Melo e Silva (Curitiba, 1908 -?) foi um médico, jornalista e político brasileiro filiado ao Partido Trabalhista Brasileiro (PTB).

## Biografia
Wallace Tadeu de Melo e Silva nasceu em Curitiba em 1908, era filho de Wallace de Melo e Silva e de Joanna Tadeu. Seu pai era um coronel natural de Sergipe, que foi comandante da Guarda Nacional, vereador em Curitiba, deputado estadual do Paraná, chefe da estação ferroviária de Curitiba e fundador do Centro dos Ferroviários do Paraná e Santa Catarina. Sua mãe Joanna Tadeu (nascida Giovanna Taddeo) era natural de Porto de Cima, no Paraná, sendo filha de imigrantes italianos. A família Melo e Silva sempre esteve presente em órgãos públicos, principalmente no cenário paranaense.
Seu irmão, Justiniano de Melo e Silva Neto, também foi médico e prefeito de Ipanema, em Minas Gerais, e de Colatina, no Espírito Santo. Seu avô, Justiniano de Mello e Silva, casado com Teresa de Paiva, foi um advogado, professor e político, chegou a ser secretário da presidência da província do Paraná em 1875, no governo de Lamenha Lins.
Wallace Tadeu conheceu a professora Lucy Requião, filha de Euclides Requião (natural de Curitiba) e Cristiana Keinert (natural de Guarapuava). Casaram-se em Curitiba em 1940. O casal teve cinco filhos dos quais Roberto Requião de Mello e Silva, que foi deputado estadual, senador e governador do estado do Paraná.
Foi professor da Universidade Federal do Paraná (UFPR), foi também médico psicotécnico do quadro de funcionários da Secretaria de Segurança Pública do Paraná. Em 1946 Wallace Tadeu de Melo e Silva foi eleito vereador para a Câmara Municipal de Curitiba e foi indicado pelo governador Bento Munhoz da Rocha Neto para ser prefeito da cidade entre 30 de setembro de 1951 e 28 de dezembro de 1951, pelo Partido Trabalhista Brasileiro (PTB). Em 1954 foi candidato a prefeito de Curitiba, não sendo eleito.